# Fryderyk Koziarz
Fryderyk Koziarz (ur. 5 marca 1899 w Pittsburghu, zm. 16 czerwca 1977 w Gliwicach) – instruktor harcerski, podharcmistrz, komendant Hufca Męskiego Związku Harcerstwa Polskiego w Łukowie, drużynowy II Męskiej Drużyny Harcerzy im. Stefana Czarnieckiego, nauczyciel wychowania fizycznego, śpiewu i geografii. 

## Życiorys

### Wykształcenie
Skończył szkołę ludową w Sokołowie Małopolskim. Uczęszczał do Seminarium Nauczycielskiego w Rzeszowie, tam też zdał maturę. W roku szkolnym 1924/25 skończył Wyższy Kurs Nauczycielski z wychowania fizycznego w Poznaniu.

### Działalność społeczna
Uczestniczył w walkach polsko-ukraińskich w 1918 r., zmobilizowano go do Armii „Łódź” w czasie wojny obronnej 1939 r. i po klęsce uwięziono w stalagu jako jeńca wojennego. Już jako nauczyciel angażował się w pracę różnorodnych organizacji społecznych: stowarzyszeń sportowych, związków zawodowych, prasy lokalnej. Działał w Związku Nauczycielstwa Polskiego. Z jego inicjatywy został wzniesiony na łukowskim cmentarzu pomnik harcerzy – bohaterów II wojny światowej.

### Praca
Z zawodu był nauczycielem – przede wszystkim uczył wychowania fizycznego, ale prowadził również lekcje śpiewu, geografii. W 1918 r. rozpoczął pracę w szkole w Nienadówce (pow. Kolbuszowa). Potem piastował wiele posad: w  Jędrzejowie, Nowej Kolonii Dalechowy (pow. Jędrzejów), Szereszowie (pow. Prużany – obecnie Białoruś), Holszanach (pow. Oszmiana – obecnie Białoruś) i w samej Oszmianie. W roku 1927 z Oszmiany przybył do Łukowa, gdzie otrzymał posadę nauczyciela wychowania fizycznego, geografii i śpiewu w Szkole Powszechnej nr 3 im. Józefa Piłsudskiego, pracował tam do 1939 roku. Nauczał również w Gimnazjum i Liceum im. Tadeusza Kościuszki w latach 1944 – 45 oraz w Liceum Pedagogicznym w Gliwicach. Przede wszystkim uczył wychowania fizycznego, ale prowadził również lekcje śpiewu, geografii.

### Działalność harcerska
Związek Harcerstwa Polskiego Koziarz poznał jako nauczyciel w Oszmianie. W 1927 r. objął funkcję drużynowego II Drużyny Harcerzy im. Stefana Czarnieckiego działającej przy Szkole Powszechnej nr 3 w Łukowie. Od 1928 r. był komendantem Hufca Męskiego ZHP w Łukowie. Już rok później Hufiec Łuków został włączony w skład Chorągwi Lubelskiej, powstały też nowe drużyny nie tylko w Łukowie, ale też w Stoczku Łukowskim, Trzebieszowie, Okrzei, Białobrzegach, Zastawiu, Kocku. W „Gazecie Powiatu Łukowskiego” Koziarz napisał o harcerstwie, że „wychowuje do czynu przez czyn, skierowuje instynkty i upodobania młodzieży w kierunku zajęć kształtujących dobre nałogi i szlachetne uczucia”. Kiedy został komendantem i drużynowym w Łukowie, pojawiło się wiele nowych form aktywności. Łukowscy harcerze wzięli wtedy udział w II Zlocie Narodowym w Poznaniu w 1928 r., Zlocie Jubileuszowym w Spale w 1935 r., samodzielnych obozach pod namiotami, organizowanych od 1933 r. między innymi w Turce nad Stryjem, Barcicach nad Popradem, Skolem nad Oporem, Przywiązkach nad Jez. Białym, Stoczku Łukowskim. Organizowano też dużo wycieczek na terenie powiatu: do Turzych Rogów, Aleksandrowa, Jezior, Gręzówki, bagna Jaty. Koziarz o znaczeniu aktywnego wypoczynku mówił: „Na wycieczkach drużyny zapoznają się wzajemnie i przeżywają wspólnie kilka godzin w atmosferze harcerskiej. Ileż to radości, humoru, pomysłów cechuje brać harcerską na takiej wycieczce, a jakie apetyty!”.

### Opuszczenie Łukowa

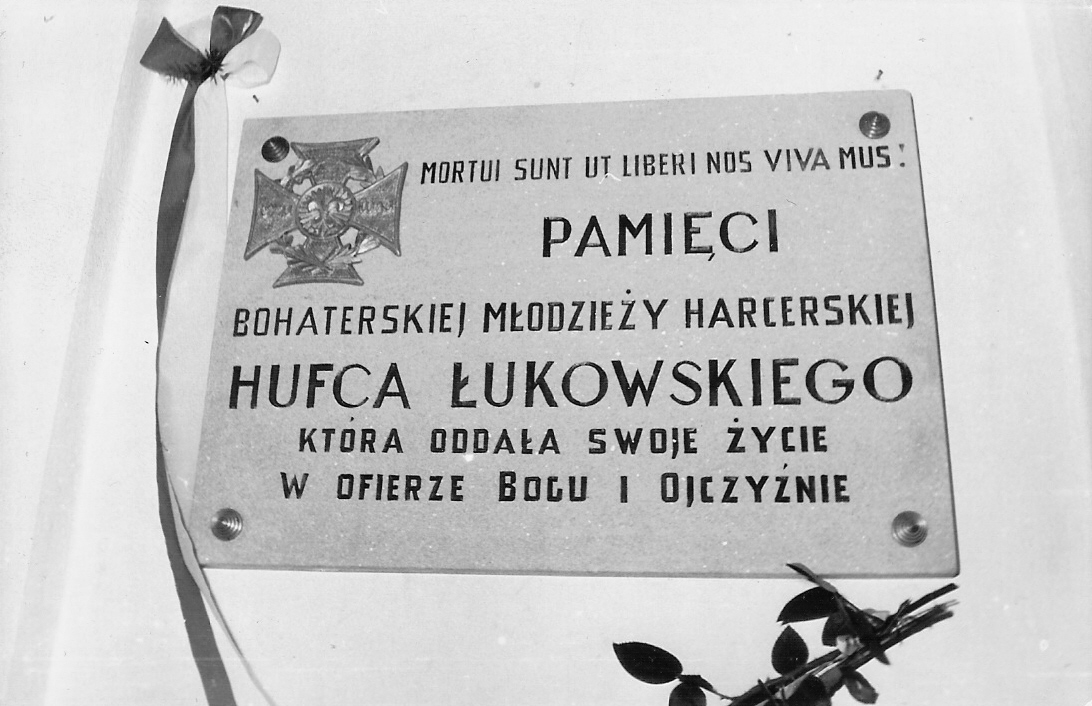
Tablica poświęcona harcerzom w kościele w Gręzówce

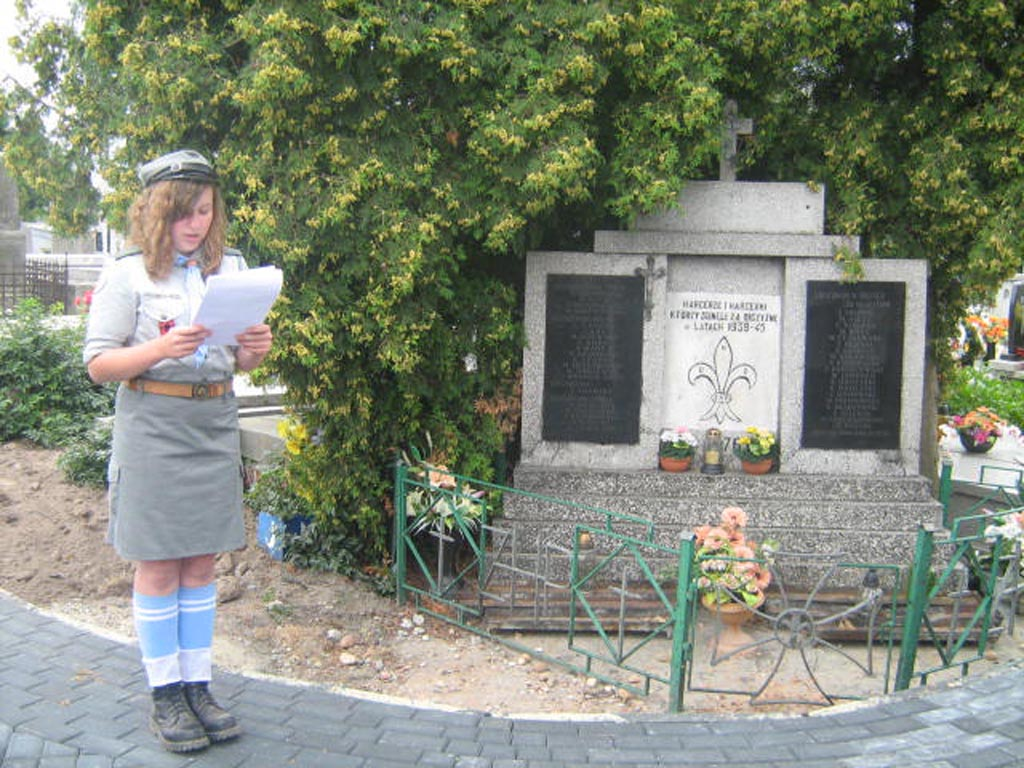
Pomnik harcerzy na cmentarzu św. Rocha w Łukowie

Od 1945 r. z Łukowa przeniósł się do Gliwic, był nauczycielem wychowania fizycznego, działał w Miejskim Klubie Sportowym Gliwice. Zanim wyprowadził się do Gliwic, zapisał w kronice: „Po 18 latach pracy harcerskiej na terenie m. Łukowa i powiatu opuszczam tak mi znane i drogie strony Podlasia (…). Tyle miłych chwil spędziłem  z Wami wśród pracy nad urobieniem Waszych charakterów, byłem zawsze dla Was najpierw druhem, a dopiero następnie nauczycielem. Dziś kiedy opuszczam Wasz Gród wynoszę najpiękniejsze wspomnienie, że spełniliście sumiennie swoje obowiązki wobec Ojczyzny tak wykrwawionej w latach 1939–45”. Koziarz rzeczywiście często przyjeżdżał z rodziną do miasta, kontaktował się ze swoimi wychowankami. Z jego inicjatywy w kościele w Gręzówce odsłonięta została tablica ku czci łukowskich harcerzy w 1975 r., a w 1976 r. na cmentarzu św. Rocha w Łukowie stanął pomnik poświęcony druhnom i druhom, którzy zginęli za Ojczyznę w czasie II wojny światowej. Kiedy Koziarz umarł, na tym symbolicznym grobowcu pojawiło się zdjęcie i krótka informacja o jego życiu z adnotacją: „Sercem pozostał przy swoich druhach…".

### Rodzina
Jego żoną była Jadwiga z Sinickich, miał troje dzieci: Zbigniewa, Grażynę i Halinę.

## Ordery i odznaczenia
- Krzyż Kawalerski Orderu Odrodzenia Polski
- Srebrny Krzyż Zasługi (28 czerwca 1928)[1]